# Narwana
Narwana là một thành phố và là nơi đặt ủy ban đô thị (municipal committee) của quận Jind thuộc bang Haryana, Ấn Độ.

## Địa lý
Narwana có vị trí 29°37′B 76°07′Đ / 29,62°B 76,12°Đ Nó có độ cao trung bình là 214 mét (702 feet).

## Nhân khẩu
Theo điều tra dân số năm 2001 của Ấn Độ, Narwana có dân số 50.659 người. Phái nam chiếm 54% tổng số dân và phái nữ chiếm 46%. Narwana có tỷ lệ 63% biết đọc biết viết, cao hơn tỷ lệ trung bình toàn quốc là 59,5%: tỷ lệ cho phái nam là 70%, và tỷ lệ cho phái nữ là 54%. Tại Narwana, 14% dân số nhỏ hơn 6 tuổi.